# Knights of Pythias

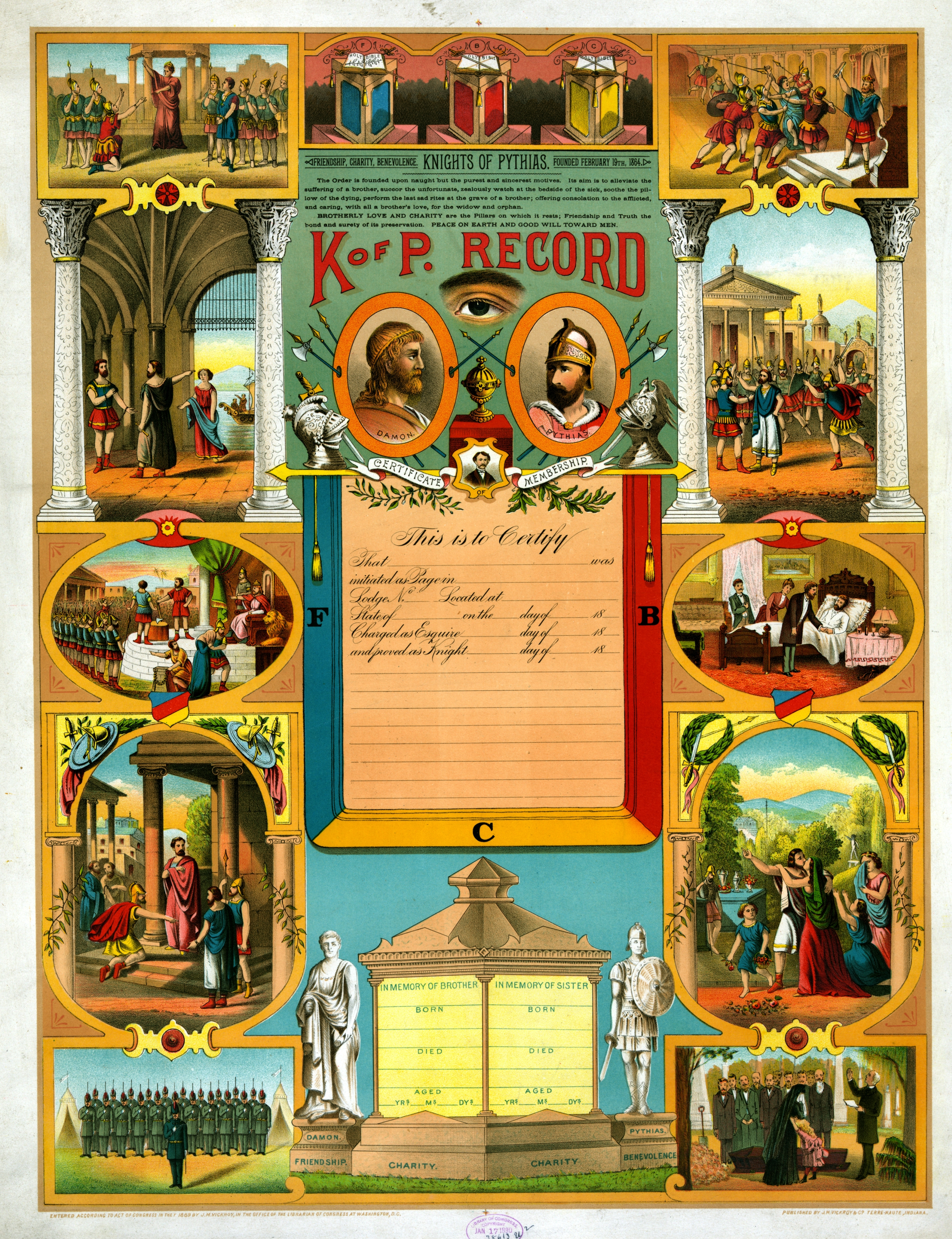
Knights of Pythias Mitgliedsurkunde, 1890.

Order Knights of Pythias ist ein Geheimbund der am 19. Februar 1864 in Washington, D.C. von Justus H. Rathbone, einem Beamten des Kriegsministeriums der Vereinigten Staaten gegründet wurde.

## Grade des Ordens
Der Orden besteht aus drei Graden:
- Page (Knappe)
- Esquire (Junker)
- Knight (Ritter)

## Weltweite Großlogen
Die Supreme Loge besteht aus dem Supreme Council und den weltweiten Großlogen. 
Im Jahr 1865 zählte der Orden 6.504 Logen mit etwa 464.000 Mitgliedern. Im Jahr 2003 gab es weltweit noch über 2.000 Logen mit über 50.000 Mitgliedern.

### Großlogen in den USA
- Alabama
- Arizona
- California
- Colorado/Wyoming
- Connecticut
- Columbia
- Florida
- Illinois
- Indiana
- Iowa
- Kentucky
- Maine
- Maryland
- Massachusetts
- Michigan
- Missouri
- Nebraska
- Nevada
- New Hampshire / Vermont
- New Jersey
- New Mexico
- New York
- North Carolina
- Ohio
- Oklahoma
- Oregon
- Pennsylvania
- South Carolina
- Tennessee
- Texas
- Utah
- Virginia
- Washington
- West Virginia
- Wisconsin

### Großlogen in Canada
- British Columbia
- Maritime Provinces
- Quebec

### Großlogen in Europa
- Italien

## Bekannte Pythianer
- Franklin D. Roosevelt,  US-Präsident
- William McKinley, US-Präsident
- Warren G. Harding, US-Präsident
- Nelson Rockefeller, US-Vizepräsident
- Hubert H. Humphrey, US-Vizepräsident
- Francis E. Warren, Gouverneur (Wyoming)
- J. Millard Tawes, Gouverneur (Maryland)
- Lew Wallace, Gouverneur (New Mexico)
- Richard Irvine Manning, Gouverneur (South Carolina)
- John Martineau, Gouverneur (Arkansas)
- Harry Nice, Gouverneur (Maryland)
- Pat Morris Neff, Gouverneur (Texas)
- W. Averell Harriman, Gouverneur (New York)
- Charles Schumer, US-Senator
- James Roosevelt, US-Senator
- Robert Byrd, US-Senator
- William Jennings Bryan, Kongressabgeordneter
- Anthony Weiner, Kongressabgeordneter
- Peter T. King, Kongressabgeordneter
- Carl Hayden, Kongressabgeordneter